# Elytraria
- Commons
- Wikispecies

Elytraria Michx., segundo o Sistema APG II, é um gênero botânico da família Acanthaceae.
As plantas deste gênero estão distribuidas por todas as regiões quentes e tropicais do mundo.

## Sinonímia
- Tubiflora J.F.Gmel.

## Espécies
- Elytraria acaulis
- Elytraria acuminata
- Elytraria amara
- Elytraria angustifolia
- Elytraria apargifolia
- Elytraria marginata - Focha-anzolo, Santage-basso-café

## Nome e referências
Elytraria Michx., 1803.

## Classificação do gênero
| Sistema | Classificação                       | Referência            |
| ------- | ----------------------------------- | --------------------- |
| APG II  | Ordem Lamiales, família Acanthaceae | APweb, versão 9, 2008 |